# AMC (Portugal)
Pour les articles homonymes, voir AMC.
AMC est une chaîne de télévision portugaise appartenant au groupe AMC Networks International Iberia. Elle a succédé à la chaîne MGM Portugal.
AMC signifie American Movie Classics (fr : Films classiques américains).
La chaîne est disponible chez les 4 grands opérateurs nationaux, à savoir NOS, MEO, Vodafone et Nowo.

## Historique

### Canal MGM
La chaîne MGM brésilienne a été lancé en 2000 au Portugal. Le 21 avril 2009, une version spécifique au Portugal a été lancée, toujours en provenance du Brésil.
À la suite du rachat de Chellomedia par AMC Networks, la chaîne MGM a été remplacée par des déclainaisons internationales de AMC. Ainsi, le 4 novembre 2014, MGM Portugal a laissé sa place à AMC, accompagné du lancement d'une version espagnole.

### AMC

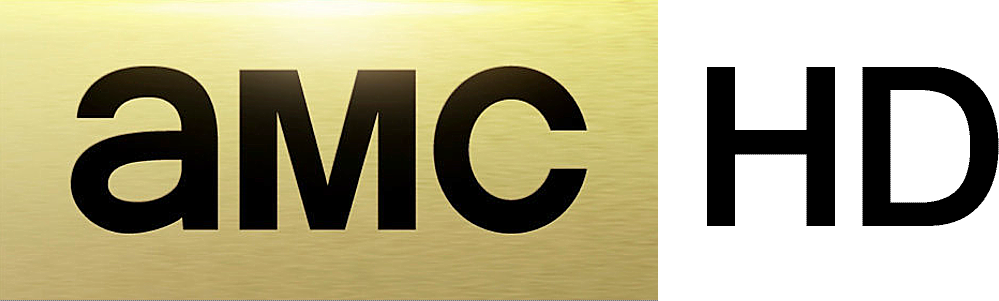
Logo de la chaîne AMC HD

Comme la chaîne était diffusée depuis l'Amérique latine, la qualité de l'image était inférieure (480i en Amérique latine, contrairement au format européen 576i) ce qui a mené à ce que les téléspectateurs aient réclamé aux opérateurs de télévision par câble de fonder une nouvelle chaîne qui correspondrait aux normes européennes. De plus, la chaîne diffusait toujours en format 4/3 au lieu du format 16/9.
Ainsi, le 1er mai 2015, la chaîne portugaise est passée sous la gestion de AMC Networks International Iberia, passant au format 16/9 et recevant une version Haute Définition.

## Programmation
La plupart de sa programmation est consacrée aux séries, mais aussi au cinéma.

## Identité visuelle (logo)

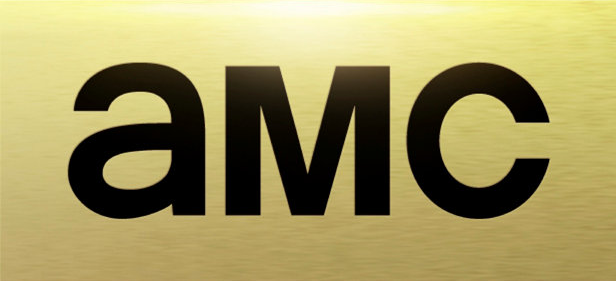
2014 – 2016
2016 – 2019
Depuis 2019

## Diffusion
| Mode de réception | Opérateur   | N°  | N° |
| Mode de réception | Opérateur   | SD  | HD |
| ----------------- | ----------- | --- | -- |
| ADSL/Fibre        | Vodafone TV | 589 | 89 |
| ADSL/Fibre        | Meo         | 563 | 63 |
| Câble             | NOS         | 61  | 84 |
| Câble             | Nowo        | 38  | /  |
| Satellite         | NOS         | /   | 84 |
| Satellite         | Meo         | 563 | 63 |

## À voir aussi
- AMC